# Canonnière
Pour les articles homonymes, voir Canonnière (homonymie).
Pour l'embrasure de tir pour armes à feu, voir Canonnière (fortification).

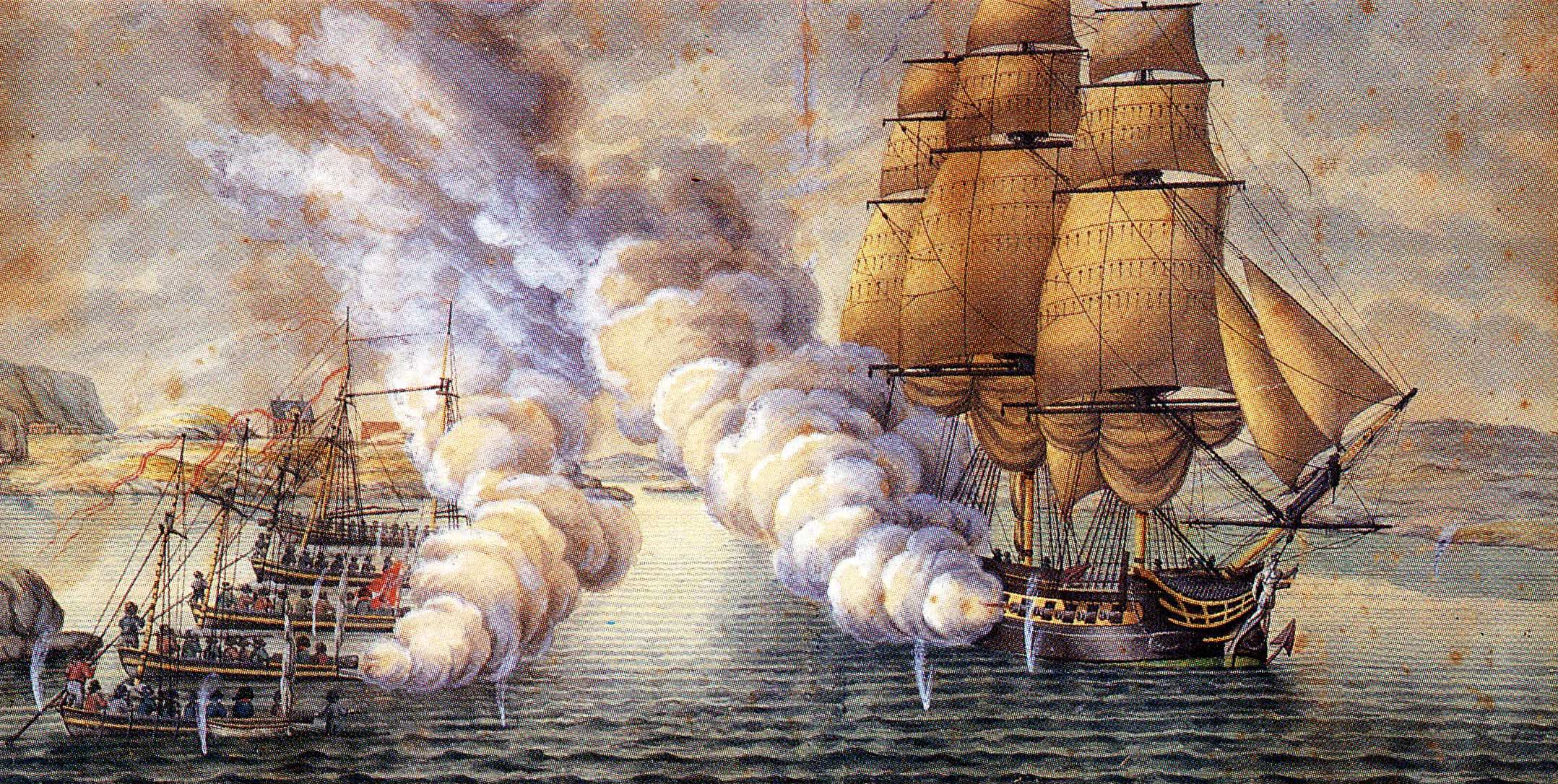
Combat entre des canonnières dano-norvégiennes et un vaisseau britannique en 1808.

La canonnière est un navire de guerre léger, armé d'une ou de plusieurs pièces d'artillerie.
De faible tirant d'eau, la canonnière peut intervenir dans des eaux peu profondes (fleuves, lacs, canaux...). Elle a été largement utilisée lors des opérations de colonisation (Afrique, Asie).

## Évolution

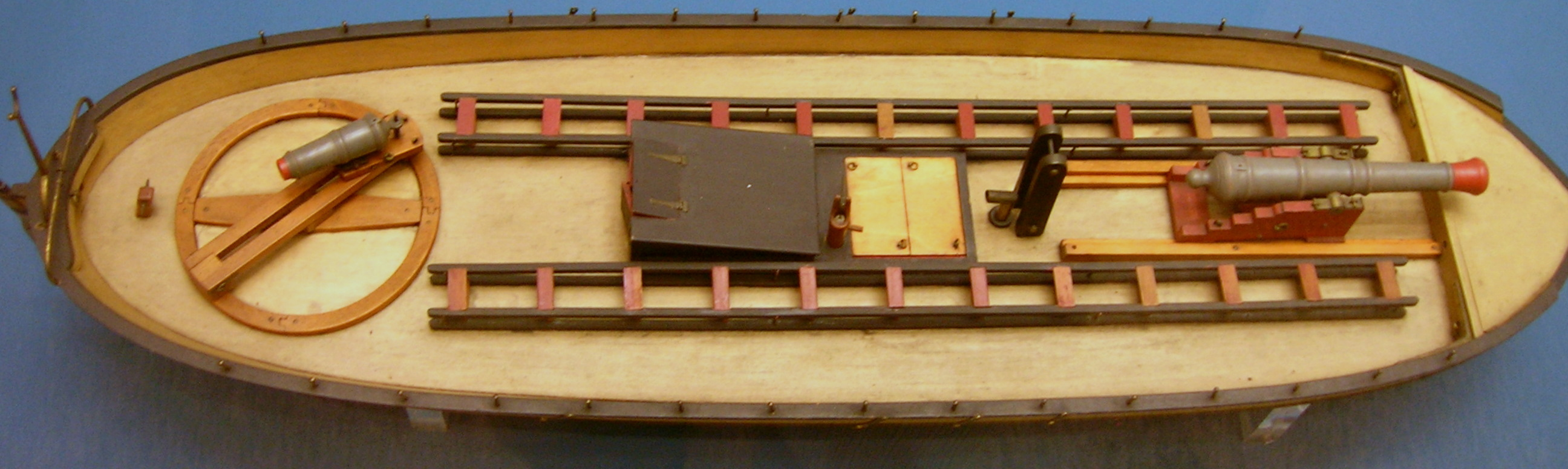
Maquette d'une canonnière de 1808 équipée d'un canon de 24 livres à l'avant et d'une caronade à l'arrière. National Maritime Museum, Londres.

À la fin du XVIIe siècle apparaissent les premières chaloupes canonnières, grandes chaloupes disposant d'une voile et d'au moins un canon ; très peu maniables du fait du poids de l'armement, leur rôle était cantonné à la défense des ports.
Au milieu du XIXe siècle, une propulsion mixte voile-vapeur est adoptée pour des bâtiments de plus gros tonnage, les canonnières.
Ce type de navire a été peu à peu abandonné entre les deux guerres.
De nos jours plusieurs types de navires ont repris les missions de la canonnière :
- l'aviso, pour assurer la liaison entre la terre et une escadre ;
- la vedette rapide pour la protection et la surveillance du littoral, et pouvant être équipée de rampes de missiles ;
- le porte-avions, au rayon d'action démultiplié par son aviation embarquée est un élément majeur de la projection de puissance.

## Illustrations

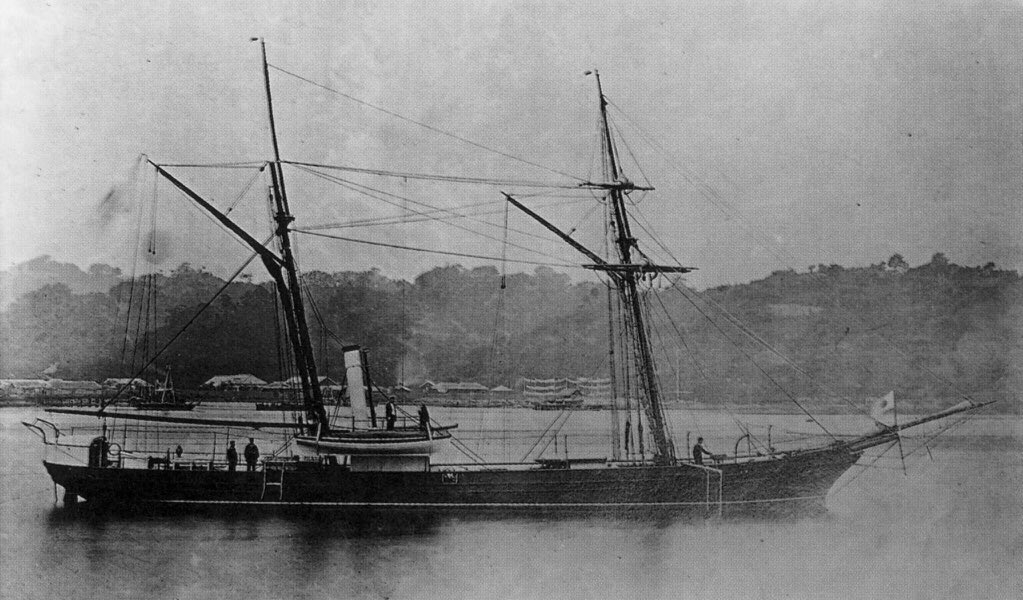
Canonnière japonaise Chiyodagata (1868)
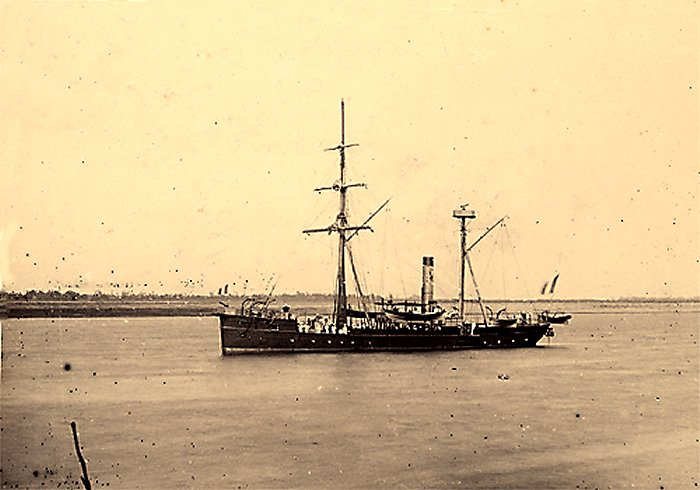
Brick-goélette de la marine française Fanfare à deux mâts de classe Chacal en service de 1869 à 1890, 43,45 m de long, 500 t. de déplacement
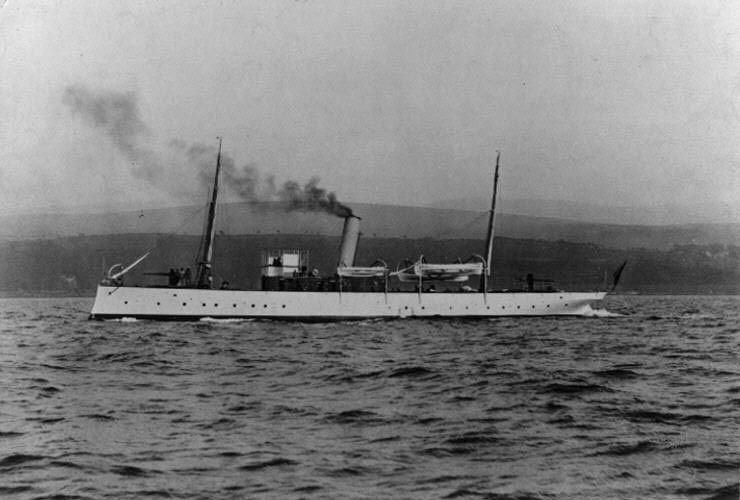
Canonnière espagnole Pizarro (1898)
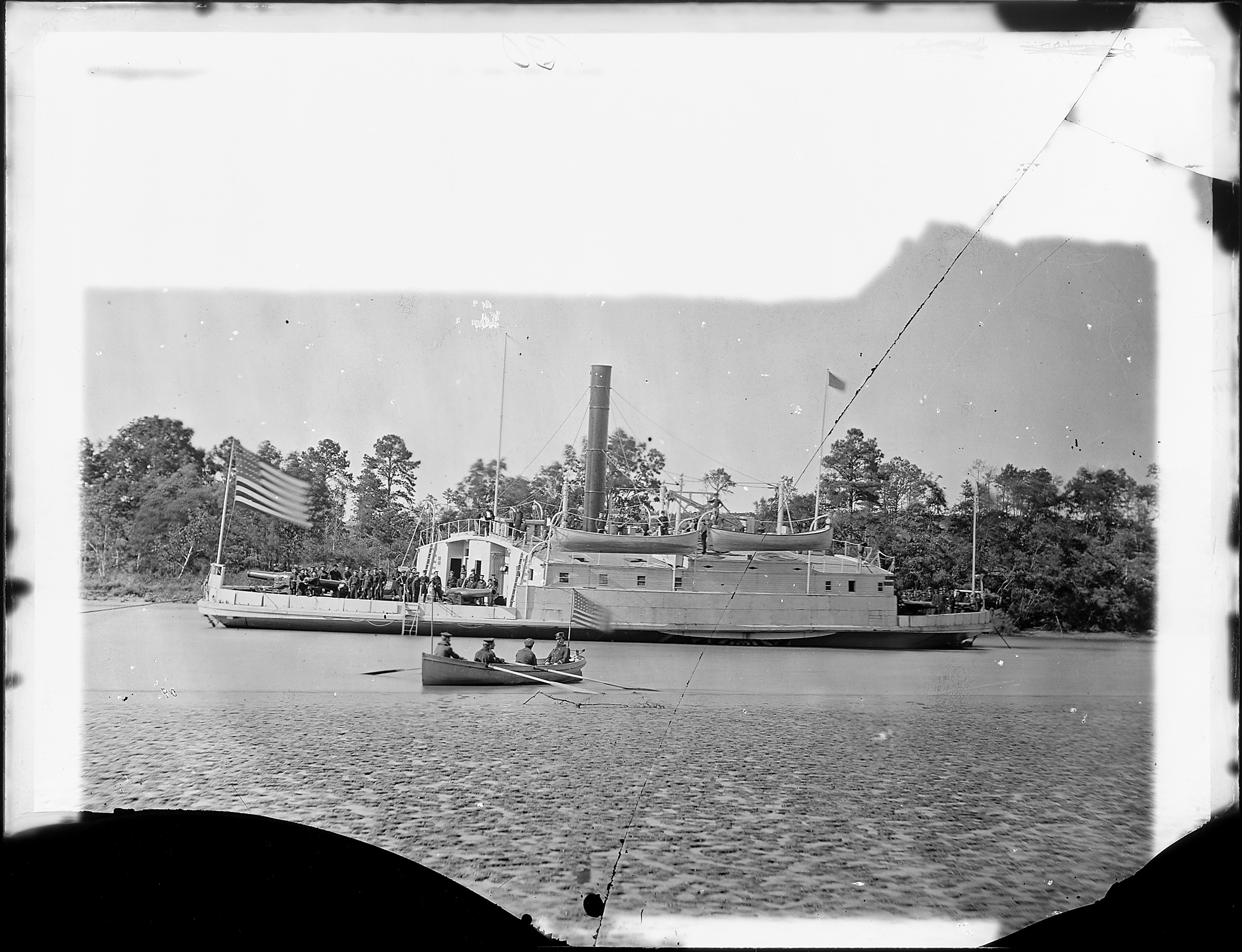
Canonnière américaine Commodore Perry (1900)
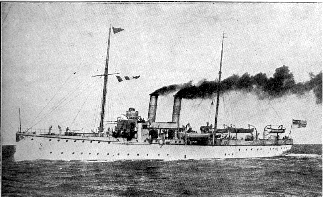
La canonnière allemande SMS Panther lancée en 1901 qui devint célèbre lors du coup d'Agadir
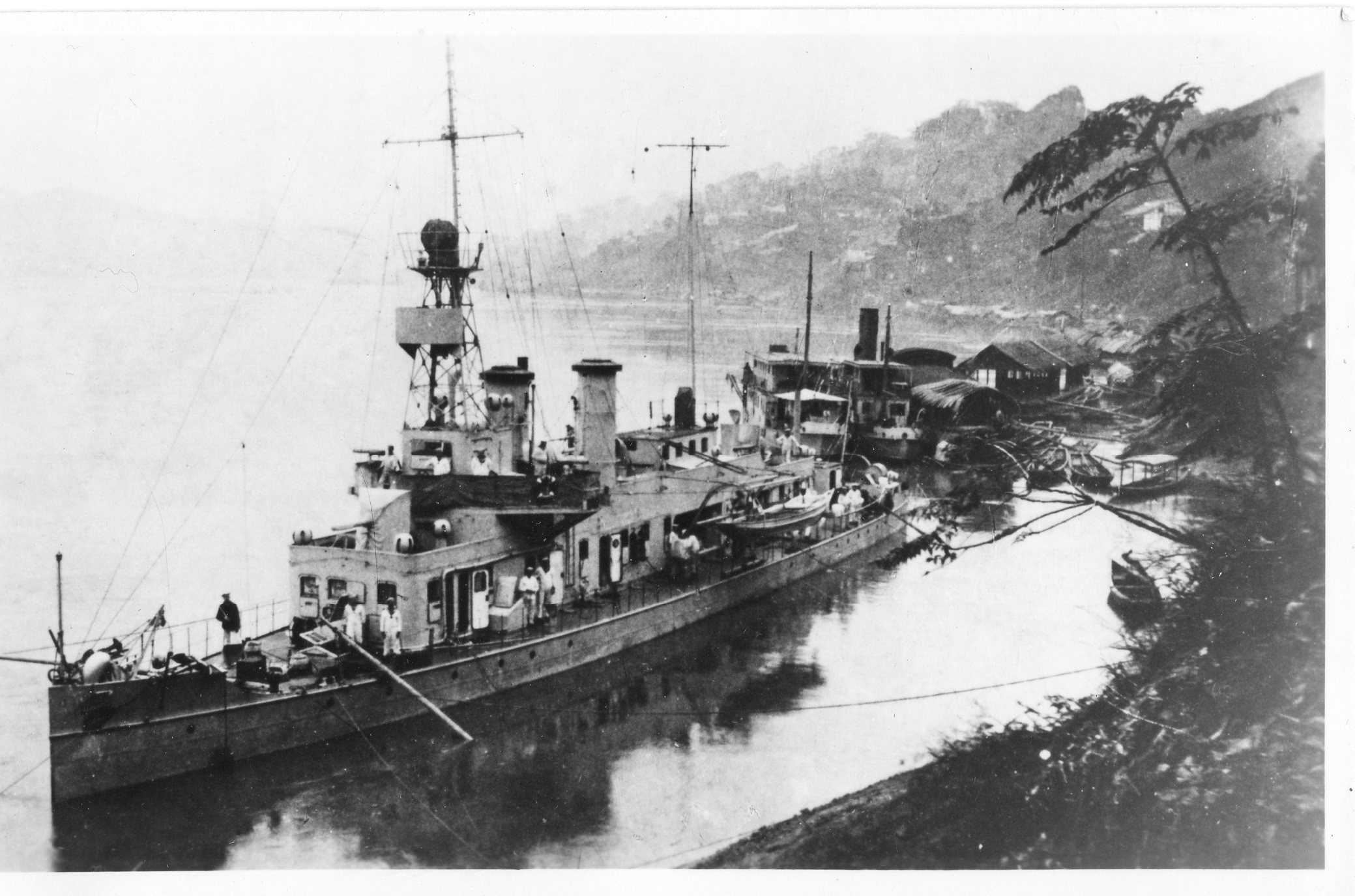
Canonnière allemande SMS Otter sur le Yangzi Jiang (1910)
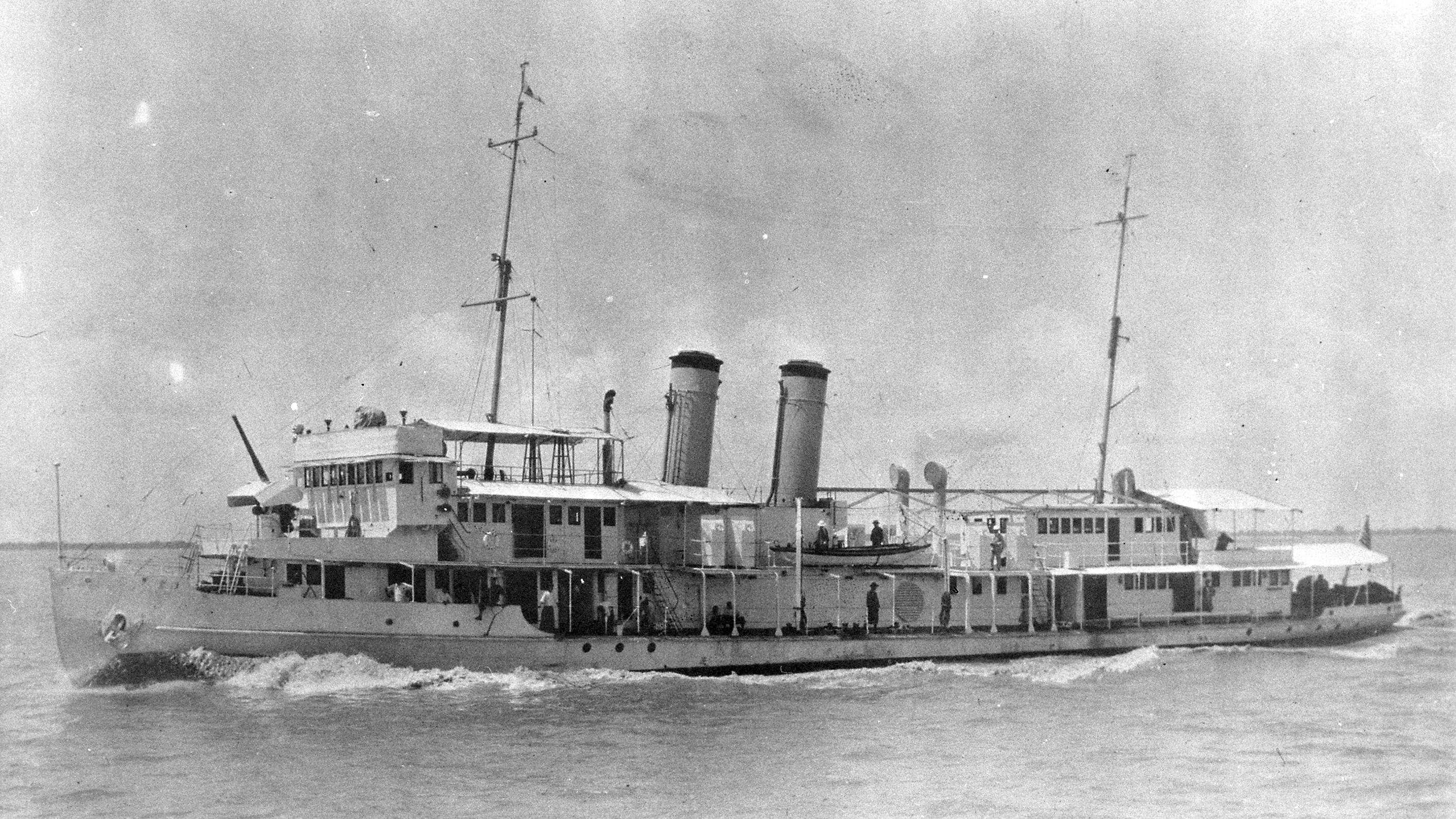
Canonnière américaine USS Panay (PR-5) (1928)

## Représentations
Le film La Canonnière du Yang-Tsé de Robert Wise (1966) illustre son usage en Chine pendant la période de colonisation, au début du XXe siècle (lire Concessions étrangères en Chine pour le contexte historique).

## La diplomatie de la canonnière
L'expression « politique de la canonnière » rappelle encore à quel point la canonnière était symbole de la projection de puissance jusqu'au début du XXe siècle. La « politique de la canonnière » consistait à tirer depuis la mer au canon sur les côtes des États qui ne payaient pas leurs dettes financières. Elle a été abolie par la convention Drago-Porter en 1907.
Elle fut largement utilisée en France, lors de l'intervention en rade d'Agadir par Guillaume II en 1911, de la canonnière Panther.
La Marine française, ainsi que celles d'autres pays occidentaux (Grande-Bretagne, États-Unis, Allemagne, Hollande, etc.) exploita une flotte de canonnières sur le fleuve chinois Yang-Tsé à la fin du XIXe siècle et dans la première moitié du XIXe siècle pour protéger ses ressortissants et assurer la protection du commerce sur le fleuve. Les canonnières remontaient parfois le Haut-Yang-Tsé jusqu'à Chongqing. Un exemple de ce type de canonnière fluviale exploitée sur le Yang-Tsé est la Doudart de Lagrée (canonnière). L'écrivain et militaire français André Bernis (pseudonyme d'André Bienaymé) raconta ses aventures à bord d'une canonnière française dans les années 1920 dans son récit : Les Nuits du Yang-Tsé, paru en 1930.